# كريس وايلدر
كريس وايلدر (بالإنجليزية: Chris Wilder)‏ (23 سبتمبر 1967 في المملكة المتحدة - ) هو مدرب كرة قدم ولاعب كرة قدم بريطاني في مركز الدفاع. لعب مع برادفورد سيتي وبرايتون أند هوف ألبيون وتشارلتون أثلتيك وشيفيلد يونايتد ونادي روذرهام يونايتد ونادي والسول ونوتس كاونتي ونادي هاليفاكس تاون ولينكولن سيتي أف سي ونادي ليتون أورينت ونادي نورثامبتون تاون.

## وصلات خارجية
- كريس وايلدر على موقع قاعدة بيانات كرة القدم.إي يو (الإنجليزية)
- كريس وايلدر على موقع Soccerbase.com (لاعب) (الإنجليزية)
- كريس وايلدر على موقع Soccerbase.com (مدرب) (الإنجليزية)
- كريس وايلدر على موقع Soccerway.com (الإنجليزية)
- كريس وايلدر على موقع عالم كرة القدم.نت (الإنجليزية)